# Villafranca del Bierzo
Vilafranca do Bierzo, là một đô thị trong tỉnh León, Castile và León, Tây Ban Nha. Theo điều tra dân số 2006 (INE), đô thị này có dân số là 3636 người.